# Xenotyphlops
Xenotyphlops — єдиний рід родини неотруйних змій Xenotyphlopidae. Має 2 види. До 1996 року його представники зараховувалися до роду Сліпун, а з 2010 року виділено в окрему родину.

## Опис
Загальна довжина представників цього роду коливається від 15 до 30 см. Голова невелика. Очі сильно редуковані. На відміну від інших сліпунів мають великий та округлий ростральний щиток. Передочний щиток відсутній. Є великий надочний щиток, значно більше за розмір ока. Тулуб тонкий, стрункий. По середині тулуба проходить 20—22 рядків гладенької луски. Мають 1 великий анальний щиток. Відсутні легені (у Xenotyphlops mocquardi залишилися рудименти лівої легені) та трахея, проте присутній G—подібний трахейний отвір. Ще однією особливістю є більш великий розрив у відстані поміж серцем та печінкою.
Забарвлення цих змій одноколірне, здебільшого темних барв.

## Спосіб життя
Полюбляють лісисту місцину. Майже усе життя проводять під землею. Активні вночі. Харчуються безхребетними.
Це яйцекладні змії.

## Розповсюдження
Це ендеміки о.Мадагаскар.

## Види
- Xenotyphlops grandidieri
- Xenotyphlops mocquardi